# Jitendra Singh (cầu thủ bóng đá)
Jitendra Singh (sinh ngày 13 tháng 6 năm 2001) là một cầu thủ bóng đá người Ấn Độ thi đấu ở vị trí hậu vệ cho Indian Arrows ở I-League.

## Sự nghiệp
Sinh ra ở Manipur, Singh từng nằm trong AIFF Elite Academy chuẩn bị cho Giải vô địch bóng đá U-17 thế giới 2017 diễn ra ở Ấn Độ. Sau giải đấu, Singh được lựa chọn thi đấu cho Indian Arrows, một đội bóng của All India Football Federation bao gồm các cầu thủ U-20 Ấn Độ để họ có thời gian chơi bóng. Anh có màn ra mắt cho cho đội bóng ở trận đầu tiên của Arrow trong mùa giải trước Chennai City. Anh đá chính và giúp đội bóng giữ sạch lưới và Indian Arrows giành chiến thắng 3–0.
Một tháng sau, ngày 26 tháng 12, Singh ghi bàn thắng chuyên nghiệp đầu tiên trước Shillong Lajong. Bàn thắng ở phút 19 của anh là bàn đầu tiên trong chiến thắng 3–0 cho Indian Arrows.

## Quốc tế
Singh đại diện U-17 Ấn Độ tham dự Giải vô địch bóng đá U-17 thế giới 2017 tổ chức ở Ấn Độ.

## Thống kê sự nghiệp
Tính đến 27 tháng 2 năm 2018
| Câu lạc bộ          | Mùa giải            | Giải vô địch        | Giải vô địch | Giải vô địch | Cúp     | Cúp       | Châu lục | Châu lục  | Tổng    | Tổng      |
| Câu lạc bộ          | Mùa giải            | Hạng đấu            | Số trận      | Bàn thắng    | Số trận | Bàn thắng | Số trận  | Bàn thắng | Số trận | Bàn thắng |
| ------------------- | ------------------- | ------------------- | ------------ | ------------ | ------- | --------- | -------- | --------- | ------- | --------- |
| Indian Arrows       | 2017–18             | I-League            | 16           | 1            | 0       | 0         | —        | —         | 16      | 1         |
| Tổng cộng sự nghiệp | Tổng cộng sự nghiệp | Tổng cộng sự nghiệp | 16           | 1            | 0       | 0         | 0        | 0         | 16      | 1         |